# シルヴァー・スプリングス
「シルヴァー・スプリングス」（Silver Springs）は、フリートウッド・マックが1976年に発表した楽曲。作詞・作曲はスティーヴィー・ニックス。

## 概要
1976年12月20日、リンジー・バッキンガムが書いた「オウン・ウェイ」のシングルB面曲として発表された。
破局を迎えていた自分自身とリンジー・バッキンガムの間のことを歌った歌である。グループがメリーランド州をドライブしていたとき「メリーランド州シルバースプリング」という標識が彼女の目に入り、そこからインスピレーションを得て本作品は書かれた。
ニックスは「シルヴァー・スプリングス」を翌年1977年2月4日に発売されたアルバム『噂』に収録されることを望んだが、分数が長すぎてアルバムに収まり切らないこと、スローな曲が多すぎることなどを主な理由としてグループから収録を拒否されてしまう。アルバムには代わりに、ニックスが「バッキンガム・ニックス」時代に書いた軽快な「アイ・ドント・ウォント・トゥ・ノウ」が収録される。彼らの措置に対してニックスは怒りに震えたと言われている。
本作品はアルバム収録の問題をめぐって、後年再びメンバー間の軋轢を生んでいる。バッキンガム脱退後の1990年、アルバム『ビハインド・ザ・マスク』が発売され、プロモーションのためのツアーが行われていた頃のことだった。当時、ニックスは自身のベスト・アルバムの制作中で、翌年1991年9月に発売される『ザ・ベスト・オブ・スティーヴィー・ニックス～タイム・スペース』に本作品を収めることを考えていた。ところがメンバーのミック・フリートウッドは、近々作ることが想定されていたグループのボックス・セットにセールス・ポイントの観点から本作品の収録は欠かせないと考え、ニックスのソロ・ベスト・アルバムへの収録を拒否する。これがために彼女はフリートウッド・マックを離れた。
結局、1992年発売のボックス・セット『25イヤーズ・ザ・チェイン』で本作品は初めてアルバムに収録された。
1997年8月19日発売のライブ・アルバム『ザ・ダンス』収録のバージョンは、第40回グラミー賞の最優秀ポップ・パフォーマンス賞（デュオ/グループ）にノミネートされた。
2013年に発売された『噂』の35周年記念盤スーパー・デラックス・エディションに、アーリー・テイク、「Sessions, Roughs & Outtakes」バージョンが収録された。